# 안양면
안양면(安良面)은 대한민국 전라남도 장흥군의 면이다. 넓이는 51.16km2이고, 인구는 2011년 3월 31일을 기준으로 1,626세대 3,412명이다. '안량면'이라고도 불리나 정식 명칭은 아니다.

## 역사
조선 초기에는 안앙방(安壤坊)이었다.
- 1914년 4월 1일 안상면(安上面), 안하면(安下面)을 안양면으로 합면하였다.[1]

| 조선총독부령 제111호 |                                                                      |
| 구 행정구역          | 신 행정구역                                                          |
| 장흥군 안상면        | 장흥군 안양면 기산리, 비동리, 당암리, 운흥리, 수양리, 모령리, 지천리 |
| 장흥군 안하면        | 장흥군 안양면 학송리, 신촌리, 수락리, 사촌리, 해창리, 수문리         |

## 행정 구역
- 기산리(岐山里)
- 당암리(堂岩里)
- 모령리(茅嶺里)
- 비동리(飛東里)
- 사촌리(沙村里)
- 수락리(水落里)
- 수문리(水門里)
- 수양리(水養里)
- 신촌리(新村里)
- 운흥리(雲興里)
- 지천리(芷川里)
- 학송리(鶴松里)
- 해창리(海倉里)